# كونت دوكو

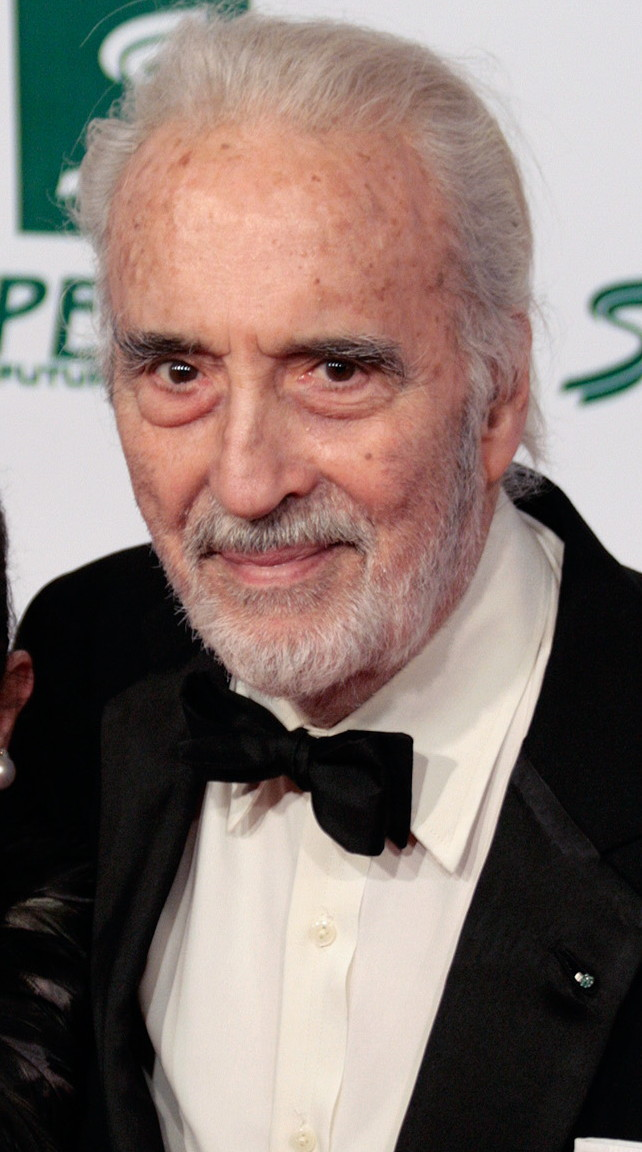
كريستوفر لي، مؤدي شخصية الكونت دوكو

الكونت دوكو (بالإنجليزية: Count Dooku)‏ والمعروف أيضا باسم دارث تيرانوس (بالإنجليزية: Lord Tyranus)‏ هو شخصية خيالية في عالم حرب النجوم، حيث ظهر كشرير رئيسي في فيلم هجوم المستنسخين وكشرير ثانوي في فيلم انتقام السيث، وكان شريرا أساسيا في المسلسل الكرتوني حرب النجوم: حرب المستنسخين عام 2008. لعب الممثل كريستوفر لي دوره في الأفلام بينما أدى كوري بيرتون صوته في المسلسل.
كان دوكو من أسياد الجيداي ذوي الهيبة، إلا أنه وقع في الجانب المظلم من القوة وأصبح ثاني أتباع دارث سيديوس بعد دارث مول، وهو مؤسس اتحاد المجموعات المستقلة والمحرض على حرب المستنسخين.

## التصوير

### الأفلام
ظهر الكونت دوكو في فيلم هجوم المستنسخين، حيث كان قائد اتحاد المجموعات المستقلة، وهو اتحاد من المجموعات الكوكبية أعلن التمرد على الجمهورية المجرية بسبب انزعاجه من البيروقراطية وعدم مبالاة مجلس الجيداي بمساعدة المجموعات المجرية المقموعة.
يقوم دوكو باستئجار صياد الجوائز جانغو فيت ليغتال بادمي أميدالا على كوكب كوروسكانت، إلا أن العملية تفشل. يتقابل فيت لاحقا مع الكونت في كوكب جيونوسيس. وعندما يتم القبض على أوبي وان كينوبي على جيونوسيس، يتقابل دوكو معه ويخبره أنه يحاول إنقاذ الجمهورية، لأن آلاف السيناتورات واقعون تحت تأثير أحد أسياد السيث ويدعى دارث سيديوس. أعرب دوكو عن حزنه لمقتل معلم أوبي وان السابق، وهو كوي غون جين، والذي كان تلميذه السابق، ويطلب من أوبي وان الانضمام إليه، وعندما رفض الأخير هذا العرض، حكم عليه الكونت دوكو بالموت.
يصل جيش من الجيداي لإنقاذ أوبي وان كينوبي، الذي ينطلق مع أناكين لملاحقة دوكو، ويتمكنان من مواجهته ويبدآن القتال معه. يتمكن دوكو من التغلب على كليهما ويهرب، قبل أن يواجهه يودا في لحظة هربه، إلا أن دوكو ينجح في إلهاء يودا والهرب. يصل دوكو في النهاية إلى كوروسكانت ليعرض على سيده دارث سيديوس مخططات نجمة الموت وأخبره أن خطتهم بدأت بالنجاح.
يظهر الكونت دوكو في بداية فيلم انتقام السيث وهو يقاتل أناكين وأوبي وان اللذان تم إرسالهما لإنقاذ المستشار الأعلى بالباتين (شخصية دارث سيديوس الحقيقية) من سفينة الجنرال غريفوس. يصاب كينوبي في القتال ويتقاتل أناكين مع دوكو وحيدا. يتمكن أناكين من قطع يد دوكو، قبل أن يقطع رأسه بتحريض من بالباتين.

### الظهور الكرتوني
خلال المسلسل الكرتوني حروب المستنسخين عام 2003، يظهر دوكو وهو يقود الانفصاليين من خلف الستار. ويظهر أيضا في فيلم حروب المستنسخين عام 2008، ويحاول في الفيلم أن يضم جابا ذا هات إلى صفه وذلك بأن يخطف ابن جابا ويتهم الجيداي بالقضية، إلا أن أناكين يتمكن من إفشال خطته ويدخل معه في معركة اتهت بالتعادل. كما كان من الشخصيات الرئيسية في المسلسل التابع عام 2008 حيث واصل مخططاته للقضاء على الجمهورية، إلا أن أسياد الجيداي يقومون بإحباط خططه.

### القصص المصورة
في سلسلة «حرب النجوم: الجمهورية» والتي تدور أحداثها خلال حرب المستنسخين، يظهر الكونت دوكو وهو يدرب العديد من تلاميذ الجيداي الذين تحولوا إلى الجانب المظلم. أحد هؤلاء هو تلميذ يدعى كوينلان فوس والذي كان جاسوسا لمجلس الجيداي وحاول أن يندس داخل الانفصاليين قبل أن يتحول إلى الجانب المظلم.

### الروايات
ظهر دوكو بوصفه الشرير الأساسي أو الثانوي في عدة من روايات حرب النجوم، ومنها:
- في رواية «إرث الجيداي» بقلم جود واتسون، يتجذب دوكو نحو الجانب المظلم وهو صغير عندما قام هو وزميله لوريان نود بسرقة مخطوطة حول طائفة السيث من أرشيف الجيداي، حيث يصبح مهتما بهذه الطائفة.
- في رواية «يودا: مقابلة الظلام» يخطط دوكو لنصب شرك لمعلمه القديم يودا بأن يعرض عليه التفاوض لإنهاء حرب المستنسخين. يحاول دوك أن يجذب يودا نحو جماعة السيث، بينما يحاول يودا العكس مع دوكو، إلا أن تدخل أناكين وأوبي وان أحبط العملية.
- في رواية متاهة الشر بقلم جيمس لوسينو، يتحول الجنرال غريفوس إلى آلة ويعلمه دوكو القتال بالسيف. ويخطط بعدها غزو كوكب كوروسكانت في خطة لإدخال أناكين إلى الجانب المظلم.

## الألعاب
أنتجت عدد من الألعاب عن الكونت دوكو ومنها لعبة ليغو ضمن المجموعة التي تصور المعركة على كوكب جيونوسيس،  كما أنتجت شركة هاسبرو نسخة عن سيف دوكو.

## التصوير
قام الممثل كريستوفر لي بتصوير الشخصية في الثلاثية الثانية، بينما أدى كايل رولينغ معظم مشاهد القتال بالسيف، كما أدى كوري بيرتون صوت الشخصية في المسلسل الكرتوني «حرب المستنسخين» عام 2003 (بالإضافة إلى عدد من ألعاب الفيديو).
أعاد كريستوفر لي الدور عندما منح صوته في مسلسل «حروب المستنسخين» عام 2008، بينما عاد كوري بيرتون لأداء صوته في المسلسل المتفرع عن الفيلم عام 2008.